# Ígor Nagáyev
Ígor Vladímirovich Nagáyev (en ruso: Игорь Владимирович Нагаев; Kiev, URSS, 24 de febrero de 1966) es un deportista soviético que compitió en piragüismo en la modalidad de aguas tranquilas.
Representó a la Unión Soviética en los Juegos Olímpicos de Seúl 1988, obteniendo dos medallas de plata: en las pruebas de K2 500 m y de K4 1000 m. Ganó una  medalla de bronce en el Campeonato Mundial de Piragüismo de 1986, en la prueba de K1 500 m.

## Palmarés internacional
| Juegos Olímpicos   | Juegos Olímpicos     | Juegos Olímpicos  | Juegos Olímpicos |
| Año                | Lugar                | Medalla           | Competición      |
| ------------------ | -------------------- | ----------------- | ---------------- |
| 1988               | Seúl (Corea del Sur) | Medalla de plata  | K2 500 m         |
| 1988               | Seúl (Corea del Sur) | Medalla de plata  | K4 1000 m        |
| Campeonato Mundial |                      |                   |                  |
| Año                | Lugar                | Medalla           | Competición      |
| 1986               | Montreal (Canadá)    | Medalla de bronce | K1 500 m         |